# Alphavirus
Los alfavirus son un género de virus ARN monocatenario positivo, se incluyen en la familia Togaviridae. Existen numerosas especies de alphavirus que pueden provocar enfermedad en el hombre y otros animales vertebrados, como caballos, roedores, peces y aves. La transmisión ocurre generalmente por picadura de insectos, principalmente mosquitos.

## Morfología
El virus prototipo del grupo es el virus Sindbis que posee forma esférica y tiene un diámetro de entre 60 y 70 nanómetros. Consta de una nucleocápside envuelta por una estructura lipoproteica. El genoma está formado por ARN de una cadena y sentido positivo, con un tamaño de alrededor de 10 kb. La cápside posee dos glicoproteínas principales denominadas E1 (de 50 kd) y E2 (de 45 kd) 

## Especies
- Virus de la encefalitis equina venezolana.
- Virus de la encefalitis equina del este.
- Virus de la encefalitis equina occidental
- Virus Mayaro.
- Virus chikunguña
- Virus o’nyong’nyong
- Virus sindbis
- Virus del bosque Semliki